# Dante Stills
Dante Stills (Fairmont, Virginia Occidental; 14 de diciembre de 1999) es un jugador profesional estadounidense de fútbol americano, se desempeña en la posición de defensive tackle en Arizona Cardinals, en la National Football League (NFL).

## Carrera
Fue seleccionado en la Reunión Anual de Selección de Jugadores de la NFL de 2023. Hizo su debut profesional con el equipo Arizona Cardinals, lleva jugando una temporada.